# Eric Bell
Eric Robin Bell (Belfast,  Irlanda del Norte, 3 de septiembre de 1947) es un músico de rock y guitarrista.

## Biografía
Bell comenzó su carrera tocanda en bandas locales del área de Belfast, entre otros la última formación de Them con Van Morrison, entre septiembre y octubre de 1966. También tocó con bandas como Shades of Blue, The Earth Dwellers y The Bluebeats, antes de unirse a The Dreams. Abandonó el proyecto en 1969, y formó Thin Lizzy a finales de año junto a Phil Lynott y Brian Downey.
Como guitarra líder de Thin Lizzy, Bell tocó en los tres primeros álbumes Thin Lizzy, Shades of a Blue Orphanage y Vagabonds of the Western World, además de en el exitoso sencillo "Whiskey in the Jar".
A pesar de que Thin Lizzy ganaba en popularidad, la presión de las grabaciones, giras y los excesos de la vida de una estrella de rock, comenzaron a pasarle factura. Abandonó la banda después de un concierto de Nochevieja de 1973, después de lanzar su guitarra al aire, empujar el amplificador al público y marcharse enfadado. Después dijo que no se arrepentía de haberse marchado: "Realmente me tenía que marchar por temas de salud. Estaba agotado, y todo lo que tenía a mano... no sabía llevarlo". Su reemplazo temporal fue Gary Moore.
En 1980, Bell y Thin Lizzy grabaron una canción tributo a Jimi Hendrix, "Song for Jimi", que aparece en la caja recopilatoria Vagabonds, Kings, Warriors, Angels de 2002. También apareció como artista invitado en la última gira de Thin Lizzy en 1983. Trabajó con el exbajista de Jimi Hendrix Noel Redding en los años 1970, y giró con Bo Diddley, aunque la mayoría del tiempo, se concentró en su carrera en solitario con su banda, Eric Bell Band. 
Bell tocó en el concierto tributo a Phil Lynott "The Boy Is Back in Town" en el Point Theatre, Dublín, Irlanda en 2005. Se lanzó en DVD bajo el título One Night in Dublin: A Tribute to Phil Lynott.